# Rome (manzana)
Rome es una  variedad de manzana especialmente de uso en cocina, originada cerca de Rome Township, Ohio, a principios del siglo XIX. Sigue siendo muy popular por su fruta roja brillante y por su utilidad en la cocina.

## Sinónimos
- '?Imperatore'
- '?Morella'
- 'Beaute de Rome'
- 'Belle de Rome'
- 'Faust's Rome Beauty'
- 'Frumusetea Romei'
- 'Gillet's Seedling'
- 'Gillett's Seedling'
- 'Morgenduit'
- 'Mussolinieapfel'
- 'Pomme de Romagne'
- 'Rimskaia Krasavita'
- 'Rimskaya Krasavitsa'
- 'Rimske Trasvene'
- 'Roma szepe'
- 'Roman Beauty'
- 'Rome's Beauty'[2]

## Historia
'Rome' se encuentra cultivado en el National Fruit Collection con el « Accession No.
1943 - 007 ».

## Características
La variedad 'Rome' es redondeada, toda roja y muy brillante, con una piel gruesa y carne firme. Se usa principalmente para hornear, ya que su sabor se desarrolla cuando se cocina y mantiene bien su forma. Se describe comúnmente como menos deseable como manzana para comer debido a su sabor sutil que no es tan dulce, llamativo o ácido como algunas otras variedades. Llega al mercado a fines de septiembre y se considera un buen guardián. Las manzanas 'Rome' se cultivan ampliamente y están disponibles en los mercados estadounidenses, y son una variedad básica en el comercio estadounidense.

## Orígenes
Se cuenta la historia que en 1817 Joel Gillet (también deletreado "Gillett" o "Gillette" por sus descendientes) encontró un árbol de plántulas en un envío desde un vivero.
Su hijo plantó el árbol a orillas del río Ohio en Rome Township, Ohio cerca de Proctorville (Ohio) donde varios años después se encontró produciendo frutos rojos. Su primo, Horacio Nelson Gillett tomó esquejes y comenzó un vivero para promocionar la manzana. Originalmente conocido como 'Gillett's Seedling', pasó a llamarse 'Rome Beauty' en 1832 en honor al municipio de origen. El árbol original sobrevivió en la década de 1850 hasta que fue derribado por la erosión de la orilla del río.

## Susceptibilidades
- Roña: Alta[4]
- Oídio: Alta
- Óxido del cedro y el manzano: Alta
- Fuego bacteriano: Alta